# Manduca armatipes
Manduca armatipes (лат.) — вид бабочек из семейства бражников (Sphingidae), распространённый в Южной Америке.

## История изучения
Manduca armatipes был впервые описан британским банкиром и лепидоптеристом Лайонелом Уолтером Ротшильдом и английским и германским энтомологом Карлом Йорданом в 1916 году первоначально как Protoparce armatipes.

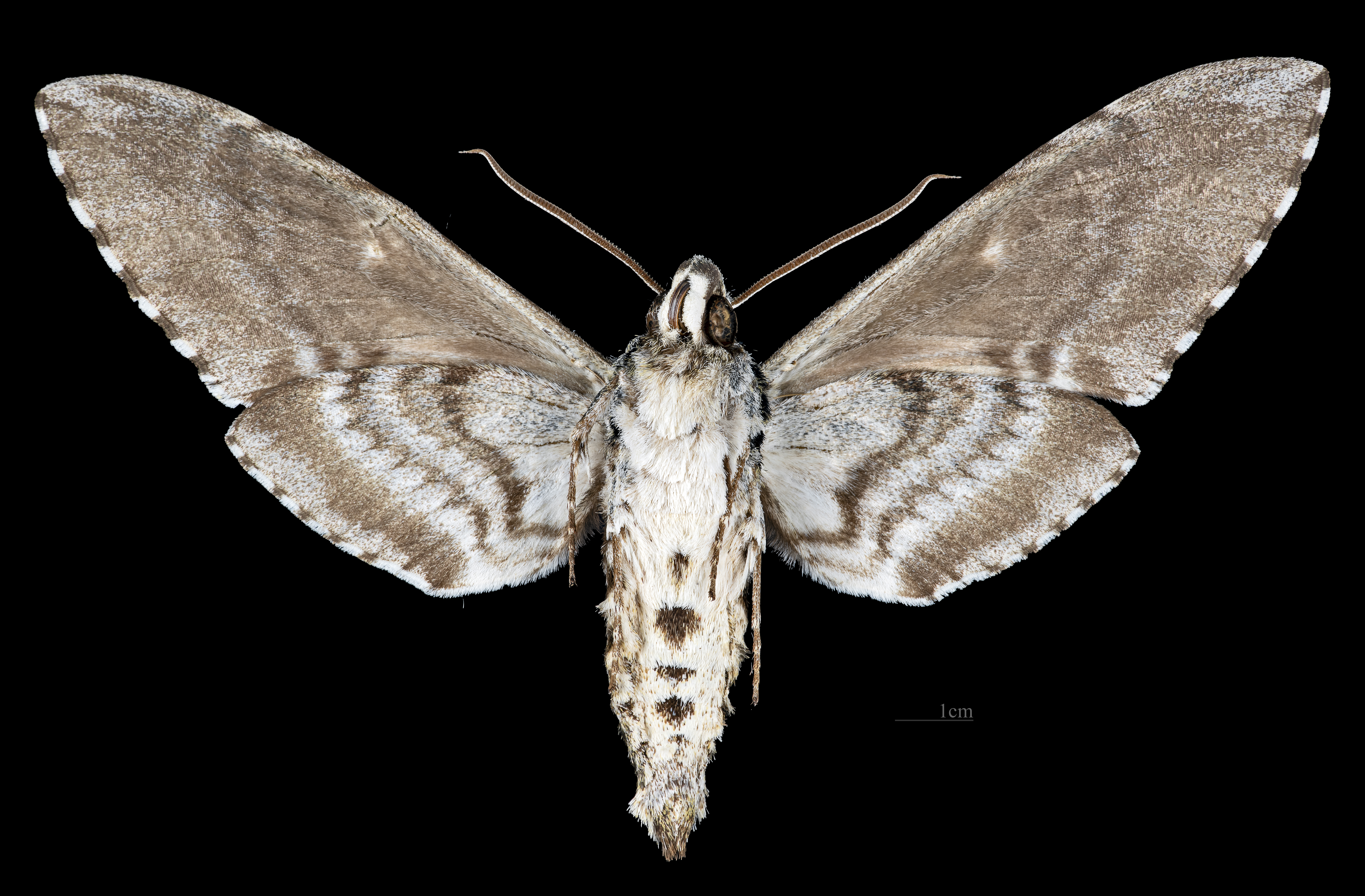
Manduca armatipes ♂, нижняя сторона.

## Ареал
M. armatipes встречается в Южной Америке от Аргентины и Уругвая до Боливии.

## Описание
Размах крыльев около 96 мм. По окраске и рисунку на крыльях вид похож на Manduca lichenea, но верхняя часть задних крыльев более серая с беловатым пятном позади центральной линии, простирающимся до более проксимальных срединных тёмных полос. Кроме того, поперечные линии на верхней стороне переднего крыла более контрастны.

## Биология
Развивается в двух поколениях за год, бабочки которых летают в ноябре и феврале.

## Синонимы
- Protoparce armatipes Rothschild & Jordan, 1916 Базионим